# Dargaud

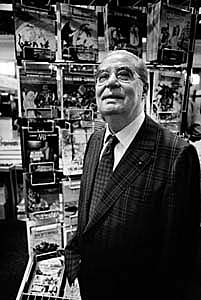
Georges Dargaud el 1988

Dargaud és una empresa editorial francesa de còmic, amb seu al 18è arrondissement de París fundada per Georges Dargaud el 1936 i va publicar els seus primers còmics a partir del 1943. Va ser una de les impulsores del còmic francès en la dècada de 1960, actuant com a contrapunt de l'embranzida de les editorials belgues.

## Història
Inicialment, Dargaud va publicar novel·les per a dones. El 1948, va començar Line, una "revista per a dones elegants", així com una edició francesa de la belga Revista Tintín.
El 1960, Dargaud va comprar la revista setmanal Pilote, creada dos anys enrere per diversos referents de la historieta gal·la, i de la qual van sortir obres com Astèrix, Iznogud, Aquil·les Taló i Blueberry entre moltes altres, a René Goscinny, Albert Uderzo i Jean-Michel Charlier. Goscinny va continuar com a editor de la revista, i Charlier va ser editor d'àlbum de còmics durant un període. L'octubre de 1961, Dargaud va publicar el primer àlbum d'Asterix, convertida temps després en la sèrie de còmics francesa de més èxit mundial, l'editorial es va dedicar a vendre àlbums amb els personatges més emblemàtics de la revista, anteriorment publicats a Spirou. Pilot es va mantenir als quioscos fins a l'octubre de 1989.
El 1960, Dargaud va prendre el control de la revista d'historieta Pilote Gràcies a les vendes del primer àlbum d'Astèrix el Gal.
Va ser l'editora de la revista de còmics Pilote, apareguda el 1959. Posteriorment, va crear nombroses col·leccions d'àlbums amb els personatges de la revista.
El 2008, Dargaud va fundar l'agència de drets estrangers Mediatoon Licensing, i el 2015 es va unir amb altres dotze actors europeus de l'edició de còmics per crear Europe Comics, una iniciativa digital cofinançada pel programa Creative Europe de la Comissió Europea.
El 2014, Dargaud va adquirir els actius del ja desaparegut Moonscoop Group, que inclou els drets de sèries com Hero: 108 i Code Lyoko.

## Selecció d'obres publicades
- Asterix - Albert Uderzo i René Goscinny
- Barbe rouge - Jean-Michel Charlier, Victor Hubinon etc.
- Blacksad - Juan Diaz Canales i Juanjo Guarnido
- Blacke et Mortimer - Edgar Pierre Jacobs etc.
- Blueberry - Jean-Michel Charlier, Jean Giraud etc.
- Lucky Luke - Morris, René Goscinny etc. (joint venture entre Lucky Productions i Dargaud)
- Tanguy et Laverdure - Jean-Michel Charlier, Albert Uderzo, Jijé etc.
- XIII - Jean Van Hamme i William Vance